# Tolái

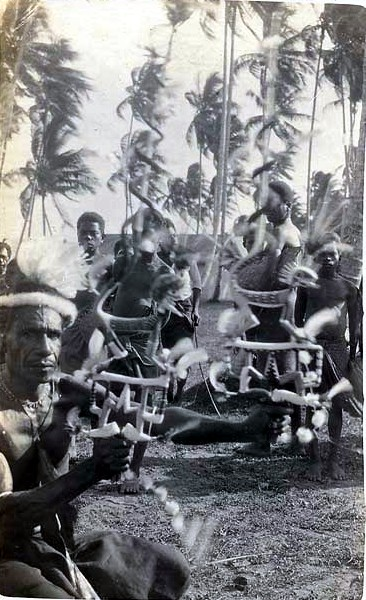
Danza tribal tolái, en el poblado de Malakuna (Nueva Bretaña del Este, Papúa Nueva Guinea). Foto realizada en 1918 por un anónimo fotógrafo australiano del servicio naval.

Los toláis son un pueblo indígena de la península de Gazelle en las islas del Duque de York en Nueva Bretaña Occidental en Papúa Nueva Guinea. Étnicamente, estarían estrechamente relacionados con los indígenas de Nueva Irlanda y se cree que emigrarían hace poco a Gazelle desplazando a los bainings originales hacia el oeste.
Casi todos los toláis hablan kuanua como lengua materna (~100 000). Aunque también hay algunos que hablan miniguir y bilur (~ 2000).
Presentan matrilinaje; cada vez menos, un mercado basado en el intercambio pecuniario de conchas; y antes de la llegada de misioneros, tenían una cultura totémica, polígama y antropófaga. 
Hoy día, casi todos se definen como cristianos y son predominantemente católicos y de la Iglesia unida de Papúa Nueva Guinea y las Islas Salomón (presbiteriana-metodista). El cristianismo fue introducido por los metodistas y otros educadores de Fiyi cuando llegaron a las islas de Nueva Guinea en 1875. Sin embargo, en 1878, algunos miembros de la tribu se comieron a cuatro misioneros y el inglés que dirigía la misión, George Brown, organizó una expedición que quemó aldeas y mató a varios toláis. 
En agosto de 2007, los descendientes de los toláis que devoraron a los misioneros de Fiyi, pidieron disculpas al alto comisionado de Fiyi, Ratu Isoa Tikoca, lo que se consideró un triunfo de las misiones cristianas.